# Llista de monuments de Maó
Llista de monuments de Maó catalogats pel consell insular de Menorca com a Béns d'Interès Cultural en la categoria de monuments pel seu interès històric, artístic, arquitectònic, arqueològic, històric-industrial, etnològic, social, científic o tècnic.
| Monument                                                   | Tipus                                                             | Localització | Coordenades                                            | Codi?         | Imatge |
| ---------------------------------------------------------- | ----------------------------------------------------------------- | --- | ------------------------------------------------------ | ------------- | --- |
| Port de Maó - es Castell                                   | BIC Conjunt històric                                              | Maó i es Castell | 39° 53′ 30″ N, 4° 16′ 00″ E / 39.891667°N,4.266667°E   | RI-53-0000355 | Port de Maó - es Castell · Vegeu més fotos d'aquest monument · Carregueu una nova foto d'aquest monument                        |
| Edificació fortificada de s'Argossam                       | BIC: ARG-A01 Arq. defensiva                                       | Maó S'Argossam | 39° 50′ 47″ N, 4° 11′ 39″ E / 39.8463139°N,4.1940639°E | RI-51-0008560 | Torre de s'Argossam (Maó) · Vegeu més fotos d'aquest monument · Carregueu una nova foto d'aquest monument                       |
| Edificació fortificada de Binidalí Nou                     | BIC: BDN-A01 Arq. defensiva                                       | Maó Binidalí Nou | 39° 50′ 43″ N, 4° 12′ 00″ E / 39.845267°N,4.200134°E   | RI-51-0008562 | Carregueu una nova foto d'aquest monument                                                                                       |
| Talaia de Binissermenya                                    | BIC: BSS-A01 Arq. defensiva                                       | Maó Binissermenya | 39° 53′ 47″ N, 4° 15′ 58″ E / 39.896464°N,4.266166°E   | BSS-A01       | Talaia de Binissermenya (Maó) · Vegeu més fotos d'aquest monument · Carregueu una nova foto d'aquest monument                   |
| Edificació fortificada de Binixiquet                       | BIC: BXT-A01 Arq. defensiva                                       | Maó Binixiquet, ses Cases                                                                                             | 39° 52′ 07″ N, 4° 11′ 05″ E / 39.868747°N,4.184778°E   | RI-51-0008561 | Edificació fortificada de Binixiquet (Maó) · Vegeu més fotos d'aquest monument · Carregueu una nova foto d'aquest monument      |
| Torre de defensa de Forma Vell                             | BIC: FOV-A01 Arq. defensiva                                       | Maó Forma Vell | 39° 51′ 13″ N, 4° 11′ 48″ E / 39.85363°N,4.196631°E    | RI-51-0008564 | Carregueu una nova foto d'aquest monument                                                                                       |
| Fort baluardat del Llatzaret                               | BIC: ILL-A01 Arq. defensiva                                       | Maó | 39° 52′ 38″ N, 4° 18′ 13″ E / 39.877208°N,4.303678°E   | RI-51-0008557 | Fort del Llatzaret (Maó) · Vegeu més fotos d'aquest monument · Carregueu una nova foto d'aquest monument                        |
| Torre de Felipet                                           | BIC: ILL-A02 Arq. defensiva                                       | Maó Illa de Llatzeret                                                                                                 | 39° 52′ 20″ N, 4° 18′ 23″ E / 39.87236°N,4.306504°E    | RI-51-0008566 | Torre de Felipet (Maó) · Vegeu més fotos d'aquest monument · Carregueu una nova foto d'aquest monument                          |
| Fort baluardat de Felipet                                  | BIC: ILL-A03 Arq. defensiva                                       | Maó Illa de Llatzeret                                                                                                 | 39° 52′ 18″ N, 4° 18′ 25″ E / 39.871617°N,4.306836°E   | RI-51-0008556 | Fort de Felipet (Maó) · Modifica el valor a Wikidata · Carregueu una nova foto d'aquest monument                                |
| Convent de Sant Francesc                                   | BIC: MAO-A01 Arq. religiosa                                       | Maó Pla des Monestir                                                                                                  | 39° 53′ 29″ N, 4° 15′ 40″ E / 39.891254°N,4.26111°E    | RI-51-0004302 | Convent de Sant Francesc (Maó) · Vegeu més fotos d'aquest monument · Carregueu una nova foto d'aquest monument                  |
| Església de Santa Maria                                    | BIC: MAO-A02 Arq. religiosa                                       | Maó Pla de la Parròquia                                                                                               | 39° 53′ 22″ N, 4° 15′ 53″ E / 39.889489°N,4.264681°E   | RI-51-0004384 | Església de Santa Maria (Maó) · Vegeu més fotos d'aquest monument · Carregueu una nova foto d'aquest monument                   |
| Villa Luisa                                                | BIC: MAO-A03 Arq. residencial Francesc Femenias i Fàbregas (1912) | Maó Av. Josep Anselm Clavé                                                                                            | 39° 52′ 49″ N, 4° 15′ 33″ E / 39.880199°N,4.259176°E   | RI-51-0008317 | Villa Luisa (Maó) · Vegeu més fotos d'aquest monument · Carregueu una nova foto d'aquest monument                               |
| Museu de Belles Arts, Claustre de Sant Francesc            | BIC: MAO-A04 Arq. religiosa                                       | Maó Pla des Monestir                                                                                                  | 39° 53′ 28″ N, 4° 15′ 39″ E / 39.891028°N,4.260742°E   | RI-51-0001313 | Carregueu una nova foto d'aquest monument                                                                                       |
| Can Mercadal, Biblioteca Pública i Arxiu Històric de Maó   | BIC: MAO-A05 Arxiu                                                | Maó Pl. de la Conquesta, 8                                                                                            | 39° 53′ 23″ N, 4° 15′ 54″ E / 39.889702°N,4.264948°E   | RI-AR-0000019 | Can Mercadal (Maó) · Vegeu més fotos d'aquest monument · Carregueu una nova foto d'aquest monument                              |
| Murada de Maó                                              | BIC: MAO-A06 Arq. defensiva                                       | Maó Restes dintre les edificacions: C. Costa d'en Deià, Teatre Principal, c. d'Alaior, c. des Bastió i c. Rector Mort |                                                        | RI-51-0008555 | Carregueu una nova foto d'aquest monument                                                                                       |
| Pont des General de Maó                                    | BIC: MAO-A07 Arq. defensiva                                       | Maó C. Isabel II | 39° 53′ 26″ N, 4° 15′ 46″ E / 39.890545°N,4.26284°E    | RI-51-0008573 | Pont des General de Maó · Vegeu més fotos d'aquest monument · Carregueu una nova foto d'aquest monument                         |
| Portal de Sant Roc de Maó                                  | BIC: MAO-A08 Arq. defensiva                                       | Maó | 39° 53′ 22″ N, 4° 15′ 46″ E / 39.889509°N,4.262641°E   | MAO-A08       | Portal de Sant Roc de Maó · Vegeu més fotos d'aquest monument · Carregueu una nova foto d'aquest monument                       |
| Fort baluardat de la Mola                                  | BIC: MOA-A01 Arq. defensiva                                       | Maó La Mola | 39° 52′ 29″ N, 4° 18′ 35″ E / 39.874854°N,4.30963°E    | RI-51-0008558 | Fort de la Mola (Maó) · Vegeu més fotos d'aquest monument · Carregueu una nova foto d'aquest monument                           |
| Bateria des Clot de la Mola                                | BIC: MOA-A02 Arq. defensiva                                       | Maó La Mola | 39° 52′ 19″ N, 4° 18′ 54″ E / 39.871878°N,4.315125°E   | RI-51-0008559 | Carregueu una nova foto d'aquest monument                                                                                       |
| Torre de la Princesa, de la Reina o des Freus              | BIC: MOA-A03 Arq. defensiva                                       | Maó | 39° 52′ 42″ N, 4° 18′ 54″ E / 39.878391°N,4.315091°E   | RI-51-0008567 | Torre de la Princesa (Maó) · Vegeu més fotos d'aquest monument · Carregueu una nova foto d'aquest monument                      |
| Torre de la Mola, o de cala Teulera                        | BIC: MOA-A04 Arq. defensiva                                       | Maó La Mola | 39° 52′ 36″ N, 4° 18′ 29″ E / 39.876546°N,4.308096°E   | RI-51-0008569 | Torre de la Mola (Maó) · Vegeu més fotos d'aquest monument · Carregueu una nova foto d'aquest monument                          |
| Torre de defensa de sa Mesquida                            | BIC: MSQ-A01 Arq. defensiva                                       | Maó Cala Mesquida | 39° 54′ 50″ N, 4° 17′ 11″ E / 39.913871°N,4.286497°E   | RI-51-0008565 | Torre de sa Mesquida (Maó) · Vegeu més fotos d'aquest monument · Carregueu una nova foto d'aquest monument                      |
| Torre de defensa de Torreblanca                            | BIC: TBL-A01 Arq. defensiva                                       | Maó Torreblanca, ses Cases                                                                                            | 39° 57′ 58″ N, 4° 14′ 29″ E / 39.966035°N,4.241454°E   | TBL-A01       | Carregueu una nova foto d'aquest monument                                                                                       |
| Fort baluardat de Trepucó                                  | BIC: TRP-A01 Arq. defensiva                                       | Maó Trepucó | 39° 52′ 25″ N, 4° 15′ 55″ E / 39.873597°N,4.265399°E   | TRP-A01       | Carregueu una nova foto d'aquest monument                                                                                       |
| Torre de Rambla, o de Rambles, de sa Torreta, es Tamarells | BIC: TTT-A01 Arq. defensiva                                       | Maó Sa Torreta de Tramontana, Cala Rambles - cala Tamarells                                                           | 39° 57′ 46″ N, 4° 15′ 55″ E / 39.962898°N,4.265242°E   | RI-51-0008568 | Torre de Rambla (Maó) · Vegeu més fotos d'aquest monument · Carregueu una nova foto d'aquest monument                           |
| Poblat de Cornia Nou                                       | BIC: CUN-01 Zona arqueològica visitable                           | Maó Cornia Nou, sa Talaia                                                                                             | 39° 52′ 53″ N, 4° 14′ 01″ E / 39.881364°N,4.233489°E   | RI-51-0003546 | Vegeu més fotos d'aquest monument · Carregueu una nova foto d'aquest monument                                                   |
| Necròpolis i turó fortificat de Forma Nou                  | BIC: FON-01 Zona arqueològica visitable                           | Maó Forma Nou, es Caparrot                                                                                            | 39° 50′ 38″ N, 4° 10′ 30″ E / 39.84385°N,4.174901°E    | RI-51-0003552 | Necròpolis i turó fortificat de Forma Nou (Maó) · Vegeu més fotos d'aquest monument · Carregueu una nova foto d'aquest monument |
| Basílica paleocristiana de l'illa del Rei                  | BIC: IDR-01 Zona arqueològica visitable                           | Maó Illa del Rei | 39° 53′ 11″ N, 4° 17′ 18″ E / 39.88647°N,4.288262°E    | RI-51-0003557 | Basílica paleocristiana de l'illa del Rei (Maó) · Vegeu més fotos d'aquest monument · Carregueu una nova foto d'aquest monument |
| Poblat i necròpolis de Talatí de Dalt                      | BIC: TDD-01 Zona arqueològica visitable                           | Maó Talatí de Dalt | 39° 53′ 34″ N, 4° 12′ 55″ E / 39.892778°N,4.215278°E   | RI-55-0000687 | Poblat de Talatí de Dalt (Maó) · Vegeu més fotos d'aquest monument · Carregueu una nova foto d'aquest monument                  |
| Poblat i necròpolis de Torelló                             | BIC: TOV-01 Zona arqueològica visitable                           | Maó Torellonet Vell, sa Talaia                                                                                        | 39° 52′ 51″ N, 4° 13′ 14″ E / 39.880869°N,4.220557°E   | RI-51-0003590 | Talaiot de Torelló (Maó) · Vegeu més fotos d'aquest monument · Carregueu una nova foto d'aquest monument                        |
| Poblat i necròpolis de Trepucó                             | BIC: TRP-01 Zona arqueològica visitable                           | Maó Trepucó | 39° 52′ 26″ N, 4° 15′ 56″ E / 39.873756°N,4.265452°E   | RI-55-0000848 | Poblat de Trepucó (Maó) · Vegeu més fotos d'aquest monument · Carregueu una nova foto d'aquest monument                         |
| Poblat de sa Torreta de Tramuntana                         | BIC: TTT-01 Zona arqueològica visitable                           | Maó Torreta de Tramuntana, ses Cases                                                                                  | 39° 57′ 55″ N, 4° 14′ 41″ E / 39.965374°N,4.244722°E   | RI-51-0003592 | Poblat de sa Torreta de Tramuntana (Maó) · Carregueu una nova foto d'aquest monument                                            |
| Necròpolis d'Algendaret Vell                               | BIC: ADV-01 Monument prehistòric                                  | Maó Algendaret Vell, Coves de sa Pleta                                                                                | 39° 53′ 49″ N, 4° 12′ 54″ E / 39.896943°N,4.215114°E   | RI-51-0003511 | Carregueu una nova foto d'aquest monument                                                                                       |
| Hipogeus d'Algendaret Vell                                 | BIC: ADV-02 Monument prehistòric                                  | Maó Algendaret Vell, Campet des Nespler                                                                               | 39° 53′ 51″ N, 4° 12′ 51″ E / 39.897621°N,4.214231°E   | RI-51-0003510 | Carregueu una nova foto d'aquest monument                                                                                       |
| Hipogeus d'Alfavaret                                       | BIC: AFV-03 Monument prehistòric                                  | Maó Alfavaret | 39° 53′ 52″ N, 4° 14′ 23″ E / 39.897854°N,4.239789°E   | AFV-03        | Carregueu una nova foto d'aquest monument                                                                                       |
| Necròpolis del Barranc de Biniai / coves des Barranc       | BIC: BBI-03 Monument prehistòric                                  | Maó Barranc de Biniai                                                                                                 | 39° 54′ 17″ N, 4° 13′ 20″ E / 39.904608°N,4.222104°E   | BBI-03        | Carregueu una nova foto d'aquest monument                                                                                       |
| Hipogeus de Binidalí de sa Cala                            | BIC: BDC-01 Monument prehistòric                                  | Maó Binidalí de sa Cala, Marina de ses Coves                                                                          | 39° 50′ 06″ N, 4° 12′ 01″ E / 39.83497°N,4.200348°E    | RI-51-0003523 | Hipogeus de Binidalí de sa Cala (Maó) · Vegeu més fotos d'aquest monument · Carregueu una nova foto d'aquest monument           |
| Necròpolis de Binidalí de sa Cala                          | BIC: BDC-02 Monument prehistòric                                  | Maó Binidalí de sa Cala, barranc i cala de Biniparratx                                                                | 39° 50′ 01″ N, 4° 12′ 08″ E / 39.833747°N,4.202119°E   | RI-51-0003735 | Carregueu una nova foto d'aquest monument                                                                                       |
| Hipogeus de Biniai Nou                                     | BIC: BNO-06 Monument prehistòric                                  | Maó Biniai Nou, na Groga                                                                                              | 39° 54′ 26″ N, 4° 12′ 49″ E / 39.907263°N,4.213546°E   | RI-51-0003515 | Carregueu una nova foto d'aquest monument                                                                                       |
| Hipogeu de Binixiquer Nou                                  | BIC: BXN-01 Monument prehistòric                                  | Maó Binixiquer Nou, ses Cases                                                                                         | 39° 52′ 45″ N, 4° 11′ 22″ E / 39.879049°N,4.189502°E   | RI-51-0003530 | Carregueu una nova foto d'aquest monument                                                                                       |
| Coves de Cogullonet                                        | BIC: CGT-01 Monument prehistòric                                  | Maó Cogullonet | 39° 51′ 49″ N, 4° 11′ 49″ E / 39.863684°N,4.196953°E   | CGT-01        | Carregueu una nova foto d'aquest monument                                                                                       |
| Necròpolis de cala es Canutells                            | BIC: CNU-01 Monument prehistòric                                  | Maó Es Canutells, sa Cala                                                                                             | 39° 51′ 08″ N, 4° 10′ 07″ E / 39.852192°N,4.168676°E   | RI-51-0003536 | Necròpolis de cala es Canutells (Maó) · Vegeu més fotos d'aquest monument · Carregueu una nova foto d'aquest monument           |
| Hipogeus de Corniola                                       | BIC: CUL-01 Monument prehistòric                                  | Maó Corniola | 39° 53′ 09″ N, 4° 14′ 00″ E / 39.88587°N,4.233469°E    | CUL-01        | Carregueu una nova foto d'aquest monument                                                                                       |
| Necròpolis de Cornia Vell                                  | BIC: CUV-01 Monument prehistòric                                  | Maó Cornia Vell, ses Cases                                                                                            | 39° 52′ 53″ N, 4° 14′ 04″ E / 39.881308°N,4.234381°E   | RI-51-0003547 | Carregueu una nova foto d'aquest monument                                                                                       |
| Necròpolis de Forma Vell                                   | BIC: FOV-02 Monument prehistòric                                  | Maó Forma Vell, tanca de s'Era                                                                                        | 39° 51′ 12″ N, 4° 11′ 51″ E / 39.853432°N,4.197499°E   | RI-51-0003554 | Carregueu una nova foto d'aquest monument                                                                                       |
| Basílica paleocristiana des Fornàs de Torelló              | BIC: FTO-01 Monument prehistòric                                  | Maó Es Fornàs de Torelló, camí de Torelló                                                                             | 39° 53′ 00″ N, 4° 13′ 24″ E / 39.8833278°N,4.2232972°E | RI-51-0001281 | Vegeu més fotos d'aquest monument · Carregueu una nova foto d'aquest monument                                                   |
| Necròpolis de Maó / costa de ses Voltes                    | BIC: MAO-01 Monument prehistòric                                  | Maó Costa de ses Voltes                                                                                               | 39° 53′ 23″ N, 4° 15′ 57″ E / 39.889699°N,4.265951°E   | MAO-01        | Carregueu una nova foto d'aquest monument                                                                                       |
| Necròpolis de Maó / costa de la Clota                      | BIC: MAO-02 Monument prehistòric                                  | Maó Costa de la Clota                                                                                                 | 39° 53′ 30″ N, 4° 15′ 37″ E / 39.891623°N,4.260254°E   | MAO-02        | Carregueu una nova foto d'aquest monument                                                                                       |
| Cova de Maó                                                | BIC: MAO-06 Monument prehistòric                                  | Maó C. Vives Llull | 39° 53′ 23″ N, 4° 15′ 13″ E / 39.889809°N,4.253608°E   | MAO-06        | Carregueu una nova foto d'aquest monument                                                                                       |
| Sepulcre megalític de Montpler                             | BIC: MPL-01 Monument prehistòric                                  | Maó Montplè, camí de Cotaina                                                                                          | 39° 53′ 43″ N, 4° 11′ 18″ E / 39.895269°N,4.188435°E   | RI-51-0003563 | Sepulcre megalític de Montpler (Maó) · Carregueu una nova foto d'aquest monument                                                |
| Hipogeu de Mussuptanet                                     | BIC: MST-01 Monument prehistòric                                  | Maó Mussuptanet |                                                        | MST-01        | Carregueu una nova foto d'aquest monument                                                                                       |
| Hipogeus de Santa Anna                                     | BIC: SAA-01 Monument prehistòric                                  | Maó Santa Anna, s'Estable, c. de Curniola                                                                             | 39° 53′ 02″ N, 4° 14′ 16″ E / 39.883984°N,4.237823°E   | RI-51-0003572 | Carregueu una nova foto d'aquest monument                                                                                       |
| Hipogeu de s'Albufera                                      | BIC: SAB-07 Monument prehistòric                                  | Maó S'Albufera, cova des Soterrani                                                                                    |                                                        | RI-51-0003506 | Carregueu una nova foto d'aquest monument                                                                                       |
| Necròpolis de la Sínia des Boter                           | BIC: SDB-01 Monument prehistòric                                  | Maó Sínia des Boter, sa Volta des Camí Verd                                                                           | 39° 52′ 32″ N, 4° 16′ 00″ E / 39.875455°N,4.266685°E   | SDB-01        | Carregueu una nova foto d'aquest monument                                                                                       |
| Necròpolis de Talatí de Baix Nou                           | BIC: TBN-01 Monument prehistòric                                  | Maó Talatí de Baix Nou                                                                                                | 39° 53′ 29″ N, 4° 13′ 09″ E / 39.891262°N,4.219253°E   | TBN-01        | Carregueu una nova foto d'aquest monument                                                                                       |
| Naveta de sa Torreta de Tramuntana                         | BIC: TTT-02 Monument prehistòric                                  | Maó Torreta de Tramuntana, es Figueralet                                                                              | 39° 57′ 47″ N, 4° 14′ 42″ E / 39.963062°N,4.244885°E   | RI-51-0003593 | Carregueu una nova foto d'aquest monument                                                                                       |